# Jelena Surenowna Melkumjan
Jelena Surenowna Melkumjan (armenisch Ելենա Սուրենի Մելքումյան; russisch Елена Суреновна Мелкумян; * 8. Juli 1944 in Kirowakan) ist eine  sowjetische bzw. russische Orientalistin, Politologin und Hochschullehrerin armenischer Herkunft.

## Leben
Melkumjan studierte am Institut der Orientalischen Sprachen bei der Lomonossow-Universität Moskau (MGU) mit Abschluss 1968.
Von 1976 bis 1994 war Melkumjan wissenschaftliche Mitarbeiterin des Instituts für Orientstudien der Akademie der Wissenschaften der UdSSR (AN-SSSR, seit 1991 Russische Akademie der Wissenschaften (RAN)). Sie verteidigte 1979 ihre Kandidat-Dissertation über die Besonderheiten der sozialpolitischen Entwicklung  des unabhängjgen Kuwaits mit Erfolg für die Promotion zur Kandidatin der historischen Wissenschaften.
Ab 1994 lehrte Melkumjan als Dozentin des Lehrstuhls für Politologie des Orients des Instituts der Länder Asiens und Afrikas bei der MGU (bis 2006). Sie verteidigte 1999 erfolgreich ihre Doktor-Dissertation über die Rolle und Position des Golf-Kooperationsrats der Arabischen Staaten in den globalen und regionalen Prozessen für die Promotion zur Doktorin der politischen Wissenschaften. Von 2006 bis 2020 war sie Professorin des Lehrstuhls des modernen Orients der Russischen Staatlichen Geisteswissenschaftlichen Universität. Seitdem ist sie führende wissenschaftliche Mitarbeiterin des Zentrums für Arabische und Islamische Studien des Instituts für Orientstudien der RAN.